# Boreosignum maltinii
Boreosignum maltinii is een pissebed uit de familie Paramunnidae. De wetenschappelijke naam van de soort is voor het eerst geldig gepubliceerd in 1972 door Schiecke & Fresi.